# Rádio Clube (Recife)
A Rádio Clube foi uma emissora de rádio brasileira sediada no Recife, capital do estado de Pernambuco. Pertencente aos Diários Associados, está arrendada junto à coirmã Clube FM ao advogado Carlos Frederico Vital, proprietário do Diario de Pernambuco, que durante anos também fez parte dos Associados. Seu estúdio está localizado no Sistema Opinião de Comunicação, no bairro Santo Amaro.
Foi inaugurada em 6 de abril de 1919 como Rádio Clube de Pernambuco, uma associação de pesquisadores amadores de radiotelegrafia, presidida por Augusto Joaquim Pereira, que chegou a realizar transmissões experimentais mas tornou-se de fato uma emissora em 1923 após uma reorganização promovida por Oscar Moreira Pinto, que adquiriu um transmissor adaptado para radiofonia cujo sinal era captado em alguns bairros do Recife. Este período leva pesquisadores a uma discussão sobre pioneirismo entre a estação e a Rádio Sociedade do Rio de Janeiro, inaugurada oficialmente também em 1923.
Nas décadas de 1920 e 1930, a Rádio Clube de Pernambuco foi profissionalizada, expandindo seu sinal para estados vizinhos e definindo uma programação com jornalismo, dramaturgia e apresentações musicais. A partir de 1937, no contexto do Estado Novo, a emissora, bem como toda a imprensa local, esteve subordinada ao governo pernambucano sob intervenção federal, chegando a ser desapropriada de 1944 a 1946. O repasse ao Executivo estadual impediu que os Diários Associados comprassem a estação, tendo o feito apenas em 1952.
De 2008 a 2011, a Rádio Clube integrou junto a outras emissoras dos Associados a Rede Clube Brasil, perdendo parte de sua programação local, o que aconteceu novamente de 2014 a 2017, quando afiliou-se à Rádio Globo e adotou a mesma nomenclatura. A estação passou a ser arrendada a outros grupos em 2015 em virtude de vendas do Diario de Pernambuco. Um decreto municipal sancionado em 2021 tornou a Rádio Clube Patrimônio Cultural Imaterial do Recife. Em 2023, a emissora deixou de operar na frequência de 720 kHz, passando a transmitir apenas pela Internet.

## História
Em 6 de abril de 1919, um grupo de pesquisadores amadores de radiotelegrafia, que integravam segmentos abastados da sociedade pernambucana, reuniu-se na Escola Superior de Eletricidade do Recife, onde estudavam Física, para fundar o Rádio Clube de Pernambuco, num contexto em que associações da elite econômica brasileira formavam clubes destinados a vários assuntos. A direção da primeira sociedade civil para a operação de rádio do Brasil foi formada pelo empresário do ramo de exportação açucareira Augusto Joaquim Pereira, escolhido de forma unânime para ocupar a presidência por ser aficionado em ciência. A fundação foi noticiada no dia seguinte pelo Jornal do Recife, utilizado também para convocar os associados do Rádio Clube a aprovarem seus estatutos numa assembleia geral, em 27 de abril. Em setembro, o governo de Pernambuco autorizou a utilização de um pavilhão no Parque 13 de Maio, que passou a ser ocupado em novembro após a realização de um pagamento exigido.
O Rádio Clube de Pernambuco operou em um primeiro momento na ilegalidade devido à restrição da radiotelegrafia ao governo brasileiro, até ser criada uma comissão para revogar a lei que o colocava na clandestinidade. Após a inauguração, o grupo chegou a realizar transmissões experimentais, mas ficou em estado de inatividade. O telegrafista da Marinha Mercante Brasileira Oscar Moreira Pinto, que deixou o posto para tratar um problema de saúde, ficou no Recife e juntou-se à associação, propondo uma reorganização. Com o conhecimento básico de radiotelegrafia adquirido na Marinha, Moreira Pinto procurou por equipamentos que possibilitariam as primeiras operações da futura emissora, tendo viajado ao Rio de Janeiro para conversar com o primo Roquette-Pinto, que estava empenhado na fundação da Rádio Sociedade, primeira estação da cidade. Por indicação do professor carioca, Moreira Pinto comprou materiais telegráficos numa feira em comemoração à Independência do Brasil.
O primeiro transmissor da Rádio Clube de Pernambuco foi fabricado pela estadunidense Westinghouse International Company e tinha dez watts de potência, tendo sido substituído por um da francesa Lucien Lévy, com 500 watts, que com adaptação de Oscar Dubeaux Pinto, primo de Moreira Pinto, especialista em eletroeletrônica, foi transformado de telegráfico para radiofônico. As primeiras operações foram realizadas de uma nova sede, num prédio localizado na Avenida Cruz Cabugá, e chegavam a áreas centrais do Recife. A estação foi definitivamente reorganizada como um veículo de radiodifusão em 17 de outubro de 1923 e registrada na Empresa Brasileira de Correios e Telégrafos no ano seguinte, passando a ser recepcionada em bairros mais afastados do Centro da capital pernambucana, onde foram instalados alto-falantes.
Nos primeiros anos, sem programação oficial, a Rádio Clube, inicialmente identificada com o prefixo SQIC e depois como PRAP, transmitia durante duas horas, pelas manhãs e noites, orquestras e obras de discos de seus sócios, intercalando-as com algumas informações passadas por pessoas que assumiam a locução. Em 1925, Abílio de Castro, o primeiro locutor da emissora, começou a recitar a oração da Ave Maria, que permaneceu no ar por quarenta anos. No início da década de 1930, com o novo prefixo PRA 8, a emissora ampliou o quadro de locutores, que trabalhavam a convite e recebiam pequenos pagamentos; neste período, Abílio lia textos diversos para preencher o tempo e Sebastião Estanislau chegou a dividir as atividades no estúdio para criar propagandas para a estação. Em 12 de julho de 1931, a Rádio Clube de Pernambuco realizou a primeira transmissão radiofônica de uma partida de futebol no Nordeste brasileiro, com Abílio narrando no Campo da Jaqueira o jogo entre a seleções pernambucana e paraibana, válido pelo Campeonato Brasileiro.
Em 1932, foram implantados o radiojornalismo e as peças de teatro no estúdio, inauguradas em 4 de outubro com A Rosa Vermelha, de Samuel Campelo e Valdemar de Oliveira — antes, a emissora captava as encenações realizadas no Teatro de Santa Isabel — e os sócios da estação lançaram a revista mensal Electron, dirigida por Oscar Moreira Pinto e Aristides Travassos, com informações sobre o rádio brasileiro. No mesmo ano, uma válvula do transmissor da Lucien Lévy foi danificada, e o técnico alemão Otto Schiller, no Recife desde o ano anterior convidado por Oscar Moreira Pinto para montar um novo transmissor com potência de um kilowatt da Telefunken, construiu com materiais da sucata da Rádio Clube de Pernambuco um equipamento reserva com cinquenta watts. A instalação posterior do transmissor da Telefunken permitiu que a emissora emitisse seu sinal por ondas curtas de forma precária a estados vizinhos e países europeus.
No decorrer dos anos 1930, a Rádio Clube de Pernambuco passou a produzir radionovelas; ampliou o espaço para apresentações de cantores e grupos musicais populares; teve sua direção musical assumida por Nelson Ferreira, que também atuou como maestro e locutor; implantou alto-falantes em cidades do interior de Pernambuco; adquiriu um transmissor da marca Cinephon com cem kilowatts de potência, permitindo uma transmissão mais nítida em ondas curtas; tinha um acervo com mais de oito mil partituras e uma discoteca com 12 200 discos; recebeu em outubro de 1935 autorização oficial para exercer a radiodifusão; e inaugurou em 1936 o primeiro sistema de gravação de discos e acetatos do Nordeste brasileiro.
Em 1937, ano em que a Rádio Clube tornou-se uma sociedade anônima, houve no Brasil o início do Estado Novo, período em que o então presidente Getúlio Vargas centralizou o poder, dissolvendo o Congresso Nacional e os partidos políticos e censurando veículos de comunicação. Para diminuir a autonomia dos estados, Vargas nomeou interventores estaduais, entre eles Agamenon Magalhães, em Pernambuco, destituindo o governador Carlos de Lima Cavalcanti. Para realizar uma propaganda a favor do Estado Novo, Magalhães detinha o controle do jornal Folha da Manhã, onde escrevia editoriais e artigos que depois lia diariamente na emissora, por incumbência, através do programa A Nota do Dia. O monitoramento federal deu-se também com a nomeação de investigadores nas emissoras de rádio; para a PRA 8, foi designado em janeiro de 1940, pelo secretário de Segurança Pública de Pernambuco Etelvino Lins, o investigador Pedro Vieira de Lima. A estação concordou com a condição de controle imposta pelo governo e a remuneração do monitor. A propaganda federal foi fortalecida com a criação do Departamento Estadual de Imprensa e Propaganda de Pernambuco (DEIP-PE), em 1942, que orientava a divulgação aos meios de comunicação.
A imprensa pernambucana, com a Rádio Clube, tornou-se alvo constante do DEIP-PE após a entrada do Brasil na Segunda Guerra Mundial devido a determinações em notícias sobre o conflito. Em junho de 1941, quando o Brasil estava neutro na guerra, a PRA 8 entrevistou os náufragos do navio estadunidense SS Robin Moor, que zarpou de Nova Iorque para chegar à Cidade do Cabo mas afundou devido a um torpedo enviado por um submarino alemão. A tripulação foi resgatada pelo navio Osório e desembarcou no Recife após dias à deriva no mar. A entrevista, transmitida na íntegra nos Estados Unidos através de conexão com a National Broadcasting Corporation, foi exaltada pela Folha da Manhã, de Agamenon Magalhães. Depois, quando o Brasil aliou-se aos EUA, informações sobre o país norte-americano não tinham grande cobertura. O alinhamento influenciou na programação da emissora, que deixou de transmitir programas relacionados aos países do eixo na guerra e introduziu os dedicados à cobertura do conflito e de cunho cívico. A estação também passou a retransmitir o Repórter Esso, então principal noticiário radiofônico brasileiro, que cobria a Segunda Guerra.
Em 24 de janeiro de 1944, o governo de Pernambuco decretou a desapropriação da Rádio Clube, adquirindo depois 55% de suas ações. A emissora chegou a fechar um contrato de compra pelos Diários Associados, maior conglomerado de mídia brasileiro da época, mas foi impedido pelo Estado pernambucano, que estipulou um valor de aquisição maior do que o que grupo detinha. Em seu programa na PRA 8, Agamenon Magalhães denunciou o que chamava de trusts dos Associados, afirmando que o controle estatal da estação foi necessário para combater o monopólio de conglomerados privados, que segundo ele representavam perigo à economia industrial nacional. Os Associados impetraram um pedido ao governo federal e em 1946, com o Brasil já sob a presidência de Eurico Gaspar Dutra e Pernambuco sob a intervenção do general Demerval Peixoto, o decreto-lei da desapropriação foi revogado. Em 25 de outubro do mesmo ano, um novo decreto determinou o reembolso das ações e dos dividendos aos acionistas da Rádio Clube de Pernambuco e a devolução do que foi recebido do governo. No entanto, os sócios da emissora não concordaram com a medida e solicitaram um mandado contra dois diretores afastados pela gestão de Magalhães, alegando que a administrariam de forma falha e acumulariam salários atrasados.
Os Diários Associados continuaram reclamando, por força de contrato, a maioria das ações da Rádio Clube de Pernambuco, mas a Justiça definiu que o Tesouro Estadual controlasse as finanças da emissora até uma sentença transferir em 1952 o comando para o conglomerado, que desde 1931 era proprietário do Diario de Pernambuco. No mesmo ano, um novo auditório para 2 000 pessoas foi inaugurado. Posteriormente, a sede da estação foi atingida por um incêndio na década de 1970, e em 1996, adquiriu a discoteca com seis mil discos da Rádio Tamandaré, que antes fazia parte dos Associados e havia sido arrendada à Igreja Universal do Reino de Deus.
Em 20 de outubro de 2008, a Rádio Clube tornou-se integrante da Rede Clube Brasil, com geração da Rádio Clube de Brasília, reduzindo os horários de sua programação local. As emissoras da rede, incluindo a do Recife, deixaram de retransmitir seu sinal em 2011. Em 3 de fevereiro de 2014, a estação afiliou-se à Rádio Globo, liderada a partir do Rio de Janeiro e de São Paulo, e teve seu nome modificado para Rádio Globo Recife, marcando a segunda passagem da rede na cidade, onde foi transmitida entre as décadas de 1980 e 1990. Em janeiro de 2015, o Grupo Hapvida adquiriu 57,5% dos veículos dos Diários Associados no Nordeste brasileiro, nos quais foi incluído o controle do Diario de Pernambuco, e em outubro, o Grupo R2, comandado por Alexandre Rands e Maurício Rands, adquiriu 78% do jornal, englobando a porcentagem pertencente ao Hapvida e parte do que estava com os Associados. As vendas resultaram no arrendamento aos respectivos grupos da Rádio Globo Recife e da Clube FM.
Em 12 de junho de 2017, optando por não renovar a afiliação à Rádio Globo, que passaria a ser transmitida na frequência da Top Music FM, a Rádio Clube retornou ao ar com programação inteiramente local, o que foi comemorado em julho numa conferência sobre a emissora na Academia Pernambucana de Letras. Em 19 de outubro de 2019, após oito meses de negociações, o Grupo R2 vendeu os 78% de suas ações no Diario de Pernambuco e passou o arrendamento da Rádio Clube e da Clube FM ao advogado Carlos Frederico Vital. Em 28 de julho de 2021, o prefeito do Recife João Campos sancionou um projeto de lei proposto em 2019 pelo vereador Chico Kiko que tornou a emissora Patrimônio Cultural Imaterial da cidade. Em 8 de dezembro de 2023, a estação encerrou a operação dos 720 kHz, passando a transmitir apenas pela Internet, e demitiu a equipe esportiva, que comandava alguns programas e cobria partidas de futebol.

## Discussão sobre pioneirismo
Existe entre pesquisadores de radiodifusão no Brasil uma discussão sobre qual emissora de rádio teria sido a primeira a operar legalmente no país, o que envolve a Rádio Clube e a Rádio Sociedade do Rio de Janeiro, inaugurada em 20 de abril de 1923, quando a emissora pernambucana estava em processo de reorganização.
Numa matéria publicada em 2022 pelo portal Agência Brasil como parte de uma série sobre os cem anos do rádio no país, o professor da Universidade Federal do Rio Grande do Sul Luiz Artur Ferraretto avaliou que o Rádio Clube de Pernambuco, sob a presidência de Augusto Joaquim Pereira, foi a primeira experiência de operação de rádio como comunicação sem fio, que "ganhou força" no Rio de Janeiro, e o jornalista Luiz Maranhão Filho afirmou que as emissões experimentais foram realizadas por um grupo de "curiosos" com um transmissor de telegrafia sem fio. O pesquisador Pedro Vaz explicou que a primeira captação da Rádio Clube no Centro do Recife ocorreu apenas após a aquisição do primeiro transmissor, em 1923, porém contextualizou que os organizadores da época não pensavam o rádio como um veículo potente, creditando o pioneirismo a ambas emissoras. Para os pesquisadores, não deve "haver uma polêmica sobre onde [...] começou o rádio porque os processos eram concomitantes", e Vaz concluiu que tanto a Rádio Clube como Roquette-Pinto, criador da Rádio Sociedade, se reconheciam pioneiros, não havendo conflitos para saber "quem chegou primeiro".